# Karin Miyawaki
Karin Miyawaki (宮脇 花綸, Miyawaki Karin, 4 de fevereiro de 1997) é uma esgrimista japonesa.

## Carreira
Miyawaki se interessou por esportes desde jovem; sua irmã começou a praticar esgrima na escola primária e Miyawaki ia com ela para praticar. Ela frequentou a Keio Girls' High School (supostamente porque "[ela] queria ir para uma escola que a deixasse praticar esgrima em vez de fazê-la estudar para os exames universitários". Posteriormente, ela se formou em economia na Universidade Keio, onde foi membro do Keio Fencing Club.
Em 2014, ela ganhou a medalha de prata no evento de florete feminino nas Olimpíadas de Verão da Juventude, realizadas em Nanquim, China. Ela também ganhou a medalha de ouro no evento de equipe mista. Em 2018, foi eliminada em sua primeira partida no evento de florete feminino no Campeonato Mundial de Esgrima realizado em Wuxi, China. No mesmo ano, ganhou a medalha de ouro no evento de florete feminino por equipe nos Jogos Asiáticos de 2018, realizados na Indonésia. Ela também competiu no evento de florete individual feminino sem ganhar uma medalha.
Ela competiu no Campeonato Mundial de Esgrima de 2022, realizado no Cairo, Egito. Nos Jogos Olímpicos de Verão de 2024, em Paris, conquistou a medalha de bronze na disputa de florete por equipes ao lado de Sera Azuma, Yuka Ueno e Komaki Kikuchi.